# Ptinus verticalis
Ptinus verticalis là một loài bọ cánh cứng trong họ Ptinidae. Loài này được LeConte miêu tả khoa học năm 1859.